# Partido Radical de Esquerda (França)
O Partido Radical de Esquerda (em francês:  Parti radical de gauche, PRG) é um partido político francês de centro-esquerda.

## História
O PRG foi fundado em 1971, como cisão da esquerda do Partido Radical, que, pretendia entrar na União de Esquerda entre o Partido Socialista e o Partido Comunista Francês e, apoiar o Programa Comum da Esquerda.
Desde da sua fundação, o partido sempre se aproximou do Social liberalismo, e, em certos aspectos, da Social-democracia, colocando-se entre o Centro e o Centro-esquerda.
Nunca se tornou um partido de grande relevância eleitoral e, em norma, concorre nas listas do Partido Socialista.
Em 2017, o Partido Radical de Esquerda juntou-se aos seus velhos rivais do Partido Radical para recriar um novo partido radical, denominado Movimento Radical.
No entanto, em 2019, uma facção de ex-militantes do PRG em separar-se do Movimento Radical pela sua aliança com o partido de Emmanuel Macron (Renascimento), e pretendem refundar o partido.. O Partido Radical de Esquerda viria a ser refundado em 2019, fruto de desacordos com o Partido Radical e a sua aliança com o partido de Macron, tendo Guillaume Lacroix sido eleito o presidente do partido.

## Resultados eleitorais

### Eleições presidenciais
| Data | Candidato apoiado        | 1ª Volta                 | 1ª Volta                 | 1ª Volta                 | 2ª Volta                 | 2ª Volta                 | 2ª Volta                 |
| Data | Candidato apoiado        | CI.                      | Votos                    | %                        | CI.                      | Votos                    | %                        |
| ---- | ------------------------ | ------------------------ | ------------------------ | ------------------------ | ------------------------ | ------------------------ | ------------------------ |
| 1974 | François Mitterrand      | 1.º                      | 11 044 373               | 43,3 / 100,0             | 2.º                      | 12 971 604               | 49,2 / 100,0             |
| 1981 | Michel Crépeau           | 7.º                      | 642 847                  | 2,2 / 100,0              |                          |                          |                          |
| 1988 | François Mitterrand      | 1.º                      | 10 367 220               | 34,1 / 100,0             | 1.º                      | 16 704 279               | 54,0 / 100,0             |
| 1995 | Lionel Jospin            | 1.º                      | 7 097 786                | 23,3 / 100,0             | 2.º                      | 14 180 644               | 47,4 / 100,0             |
| 2002 | Christiane Taubira       | 13.º                     | 660 447                  | 2,3 / 100,0              |                          |                          |                          |
| 2007 | Ségolène Royal           | 2.º                      | 9 500 112                | 25,9 / 100,0             | 2.º                      | 16 790 440               | 46,9 / 100,0             |
| 2012 | François Hollande        | 1.º                      | 10 272 705               | 28,6 / 100,0             | 1.º                      | 18 000 668               | 51,6 / 100,0             |
| 2017 | Benoît Hamon             | 5.º                      | 2 291 288                | 6,4 / 100,0              |                          |                          |                          |
| 2022 | Nenhum candidato apoiado | Nenhum candidato apoiado | Nenhum candidato apoiado | Nenhum candidato apoiado | Nenhum candidato apoiado | Nenhum candidato apoiado | Nenhum candidato apoiado |

### Eleições legislativas
| Data | 1.ª Volta          | 1.ª Volta          | 1.ª Volta          | 1.ª Volta          | 2.ª Volta          | 2.ª Volta          | 2.ª Volta          | 2.ª Volta          | Deputados | +/-     | Status   |
| Data | CI.                | Votos              | %                  | +/-                | CI.                | Votos              | %                  | +/-                | Deputados | +/-     | Status   |
| ---- | ------------------ | ------------------ | ------------------ | ------------------ | ------------------ | ------------------ | ------------------ | ------------------ | --------- | ------- | -------- |
| 1973 | Partido Socialista | Partido Socialista | Partido Socialista | Partido Socialista | Partido Socialista | Partido Socialista | Partido Socialista | Partido Socialista | 13 / 491  |         | Oposição |
| 1978 | 9.º                | 603 932            | 2,1 / 100,0        |                    | 5.º                | 595 478            | 2,4 / 100,0        |                    | 10 / 491  | 3       | Oposição |
| 1981 | Partido Socialista | Partido Socialista | Partido Socialista | Partido Socialista | Partido Socialista | Partido Socialista | Partido Socialista | Partido Socialista | 14 / 491  | 4       | Governo  |
| 1986 | 11.º               | 107 769            | 0,4 / 100,0        |                    |                    |                    |                    |                    | 7 / 573   | 7       | Oposição |
| 1988 | 8.º                | 272 316            | 1,1 / 100,0        | 0,7                | 7.º                | 260 104            | 1,3 / 100,0        |                    | 9 / 577   | 2       | Governo  |
| 1993 | 12.º               | 231 370            | 0,9 / 100,0        | 0,2                | 8.º                | 235 158            | 1,2 / 100,0        | 0,1                | 6 / 577   | 3       | Oposição |
| 1997 | 10.º               | 366 067            | 1,4 / 100,0        | 0,5                | 8.º                | 562 031            | 2,2 / 100,0        | 1,0                | 12 / 577  | 6       | Governo  |
| 2002 | 9.º                | 388 891            | 1,5 / 100,0        | 0,1                | 7.º                | 455 360            | 2,2 / 100,0        | Estável            | 7 / 577   | 5       | Oposição |
| 2007 | 11.º               | 343 580            | 1,3 / 100,0        | 0,2                | 6.º                | 333 189            | 1,6 / 100,0        | 0,6                | 7 / 577   | Estável | Oposição |
| 2012 | 10.º               | 428 898            | 1,7 / 100,0        | 0,4                | 7.º                | 538 331            | 2,3 / 100,0        | 0,7                | 12 / 577  | 5       | Governo  |
| 2017 | 15.º               | 106 311            | 0,5 / 100,0        | 1,2                | 13.º               | 64 860             | 0,4 / 100,0        | 1,9                | 3 / 577   | 9       | Governo  |
| 2022 | 14.º               | 122 916            | 0,5 / 100,0        | Estável            | 12.º               | 34 576             | 0,2 / 100,0        | 0,2                | 1 / 577   | 2       | Oposição |

### Eleições europeias
| Data | CI.                         | Votos                       | %                           | +/-                         | Deputados     | +/-           |
| ---- | --------------------------- | --------------------------- | --------------------------- | --------------------------- | ------------- | ------------- |
| 1979 | Partido Socialista          | Partido Socialista          | Partido Socialista          | Partido Socialista          | 2 / 81        |               |
| 1984 | Unidade Radical Ecológica   | Unidade Radical Ecológica   | Unidade Radical Ecológica   | Unidade Radical Ecológica   | 0 / 81        | 2             |
| 1989 | Partido Socialista          | Partido Socialista          | Partido Socialista          | Partido Socialista          | 2 / 81        | 2             |
| 1994 | 4.º                         | 2 344 457                   | 12,0 / 100,0                |                             | 13 / 87       | 11            |
| 1999 | Partido Socialista          | Partido Socialista          | Partido Socialista          | Partido Socialista          | 2 / 87        | 11            |
| 2004 | 14.º                        | 121 573                     | 0,7 / 100,0                 |                             | 0 / 78        | 2             |
| 2009 | Não concorreu               | Não concorreu               | Não concorreu               | Não concorreu               | Não concorreu | Não concorreu |
| 2014 | Partido Socialista          | Partido Socialista          | Partido Socialista          | Partido Socialista          | 1 / 74        |               |
| 2019 | Partido Socialista          | Partido Socialista          | Partido Socialista          | Partido Socialista          | 0 / 74        | 1             |
| 2024 | Europa Territórios Ecologia | Europa Territórios Ecologia | Europa Territórios Ecologia | Europa Territórios Ecologia | 0 / 81        | Estável       |